# CdmaOne (サービス)
cdmaOne（シーディーエムエー ワン）は、かつてauブランドを展開するKDDIならびに沖縄セルラー電話（開始当初はIDOならびにDDIセルラーグループ）が提供し、日本国内で展開していた第2世代移動通信システム（2G）サービス。当時主流のPDCに比べ通信速度が速かったため第2.5世代（2.5G）とも呼ばれていた。
それまでのPDC方式でのサービスに変わり1998年（平成10年）7月14日以降順次開始され、日本初の2.5Gのサービスとなった。なお、2002年からは上位互換の3GサービスとしてCDMA 1X（後のau 3G）が、2003年からは上位互換の3.5GサービスCDMA 1X WIN（後のau 3G）がそれぞれ開始され、cdmaOne端末は2002年（平成14年）半ばに生産終了したため、2012年（平成24年）6月末現在の時点では24,200件で総契約数のおよそ0.07％となっていた。

## 概要
旧IDO、旧DDIセルラー各社は1994年（平成6年）4月から順次PDC方式によるサービスを展開（2003年3月で停波）していたが、当初のエリア整備の遅れなどによりNTTドコモ、デジタルホンなど当時の同業他社に比べて劣勢を強いられていた。そこで、差別化として1998年7月に旧DDIセルラーの関西・九州・沖縄エリアで日本初の2.5G及びCDMA方式のサービスを開始し、1999年4月までに全国展開が完了した。当時の他キャリアの方式と比べて、高音質な通話を特長としていた。
なお、2012年6月現在の時点においてEZweb、Eメール機能が使用できるのはC3001H/C3002K/C3003P/C5001Tのみとなっていた。ただし、先述の4機種は本来1X用の端末として開発されたものをインフラ整備の遅れにより急遽cdmaOne用に作り替えたものであり、通信速度を除き対応機能（WAP2.0/eznavigation等）やEZwebの契約コース（EZwebMulti）などは当初の1X（A3000シリーズ）とほぼ同じものである。そのため、本来のcdmaOne端末によるEZweb機能の提供は事実上既に終了している。また、カメラを内蔵している端末も存在しない。
全てのcdmaOneシリーズは在来の800MHz帯（以下L800MHz帯）専用であり、2GHz帯および新800MHz帯（以下N800MHz帯）に対応していない。
2009年（平成21年）5月20日には、新規契約者が減少していることを理由に、CDMA 1Xと共に新規受付とCDMA 1X WINからの機種変更を、同年8月9日に終了することが発表された。なお、前述の通り2003年以降端末の新規生産は行われておらず、2002年で事実上新規契約が終了していた（白ロムを持ち込んでの契約は可能だった）。そして2011年4月25日には2012年7月22日をもってサービス終了することが正式に発表された。同年3月31日にはPDCで最後まで残っていたNTTドコモのmovaも停波したため、先述の通りこれにより日本国内における第2世代（第2.5世代含む）携帯電話は名実共に全て停波することとなった。

## 年表
- 1998年（平成10年）7月14日　関西・九州・沖縄でサービス開始。
- 1999年（平成11年）3月18日　北陸・中国・四国でサービス開始。
- 1999年4月14日　関東・中部（旧IDOエリア）、北海道・東北でサービス開始。これにより全国でサービスが利用可能に。
- 1999年4月14日　EZWeb[3]機能の提供開始。
- 2000年（平成12年）7月1日　DDIセルラーグループとIDO、ブランド名称をauに統合。
- 2000年10月1日　旧KDD、旧DDI、旧IDOが合併、KDDI発足。
- 2001年（平成13年）12月　cdmaOneで「次世代サービス」（EZWebMulti・WAP2.0、eznavigation（現・EZナビ）、ezmovie（現・EZムービー））開始。
- 2002年（平成14年）3月下旬　最後のcdmaOneモデルであるC3003P発売。
- 2002年3月31日　コミコミOneファーストの新規受け付け終了。
- 2004年（平成16年）2月9日　EZweb A/B/スタンダード/プレミアムコース対応機種（C20x、C30xシリーズ）によるEZweb機能の新規受付終了。
- 2005年（平成17年）12月31日　EZweb A/B/スタンダード/プレミアムコース対応機種（C20x、C30xシリーズ）によるEZweb機能の提供終了。
- 2007年（平成19年）12月31日　EZweb@mail対応機種（C40x、C45x、C100xシリーズ）によるEZweb機能の新規受付終了。
- 2008年（平成20年）5月31日　EZweb@mail対応機種（C40x、C45x、C100xシリーズ）によるEZweb機能の提供終了。
- 2009年（平成21年）8月9日 新規契約者の減少を理由にCDMA 1Xと同時にcdmaOneサービスの新規受付を終了。
- 2012年（平成24年）7月22日 L800MHz帯の免許停止（期限切れ）に伴いCDMA 1X（後発のN800MHz帯専用のM2MツールのあんしんGPS除く）ならびに一部のN800MHz帯非対応のCDMA 1X WINと同時にcdmaOneサービスを終了。

## 課金体系

### 料金プラン
旧料金プランについては一部を除き2007年11月までの旧1Xプランとほぼ同じである。なお、電話で申し込むことによって異なる地域のプランに変更することも可能だった。

#### 2007年11月12日以降のプラン
| 基本料金プラン （価格）は本体価格 | 基本料金プラン （価格）は本体価格 | 基本料金プラン （価格）は本体価格 | 基本料金プラン （価格）は本体価格 | 基本料金プラン （価格）は本体価格 | 基本料金プラン （価格）は本体価格 | 基本料金プラン （価格）は本体価格 |
| 料金プラン                        | 基本料金                          | 基本料金                          | 基本料金                          | 通信・通話料単価                  | 備考                              |                                   |
| 料金プラン                        | 基本支払額                        | うち 無料通話分                   | 実質基本料金                      | 音声                              | 備考                              |                                   |
| --------------------------------- | --------------------------------- | --------------------------------- | --------------------------------- | --------------------------------- | --------------------------------- | --------------------------------- |
| プランSS                          | 3,780円 （3,600円）               | 1,050円 （1,000円）               | 2,730円 （2,600円）               | 21円00銭 （20円00銭）             | 2005年11月から                    |                                   |
| プランS                           | 4,935円 （4,700円）               | 2,100円 （2,000円）               | 2,835円 （2,700円）               | 16円80銭 （16円00銭）             | 2005年11月から                    |                                   |
| プランM                           | 6,930円 （6,600円）               | 4,252円 （4,050円）               | 2,678円 （2,550円）               | 14円70銭 （14円00銭）             | 2005年11月から                    |                                   |
| プランL                           | 9,975円 （9,500円）               | 6,615円 （6,300円）               | 3,360円 （3,200円）               | 12円60銭 （12円00銭）             | 2005年11月から                    |                                   |
| プランLL                          | 15,750円 （15,000円）             | 12,600円 （12,000円）             | 3,150円 （3,000円）               | 15円75銭 （15円00銭               | 分単位課金。 2005年2月14日から    |                                   |

#### 旧IDOエリア
| コミコミOneライト       | 3,654円 （3,480円）   | 630円 （600円）       | 3,024円 （2,880円） | 31円50銭 （30円00銭）                                       |
| コミコミOneエコノミー   | 4,179円 （3,980円）   | 2,100円 （2,000円）   | 2,079円 （1,980円） | 21円00銭 （20円00銭）                                       |
| コミコミOneスタンダード | 7,875円 （7,500円）   | 4,725円 （4,500円）   | 3,150円 （3,000円） | 15円75銭 （15円00銭）                                       |
| コミコミOneビジネス     | 13,125円 （12,500円） | 8,820円 （8,400円）   | 4,305円 （4,100円） | 10円50銭 （10円00銭）                                       |
| コミコミOneファースト   | 33,600円 （32,000円） | 28,350円 （27,000円） | 5,250円 （5,000円） | 7円87銭5厘 （7円50銭）                                      |
| デイタイムプラン        | 4,200円 （4,000円）   | 0円 （0円）           | 4,200円 （4,000円） | 平日昼間 10円50銭 （10円00銭） その他 31円50銭 （30円00銭） |
| コミコミOneオフタイム   | 5,145円 （4,900円）   | 1,785円 （1,700円）   | 3,360円 （3,200円） | 時間帯・通話先エリアによって異なる                          |

#### 旧DDIセルラーエリア
| コミコミコールS        | 4,095円 （3,900円）   | 1.470円 （1,400円） | 2,625円 （2,500円） | 42円00銭 （40円00銭）                                       |
| コミコミコールL        | 6,090円 （5,800円）   | 3,150円 （3,000円） | 1,890円 （1,800円） | 31円50銭 （30円00銭）                                       |
| コミコミコールジャンボ | 9,240円 （8,800円）   | 4,200円 （4,000円） | 5,040円 （4,800円） | 21円00銭 （20円00銭）                                       |
| コミコミコールスーパー | 14,175円 （13,500円） | 9,450円 （9,000円） | 4,725円 （4,500円） | 15円75銭 （15円00銭）                                       |
| デイタイムプラン       | 4,200円 （4,000円）   | 0円 （0円）         | 4,200円 （4,000円） | 平日昼間 21円00銭 （20円00銭） その他 63円00銭 （60円00銭） |
| 標準プラン             | 4,830円 （4,600円）   | 0円 （0円）         | 4,830円 （4,600円） | 時間帯・通話先エリアによって異なる                          |
| ちょっとコール         | 3,675円 （3,500円）   | 0円 （0円）         | 3,675円 （3,500円） | 時間帯・通話先エリアによって異なる                          |

## 端末

### 型番法則
cdmaOne端末の型番は初期のものを除き全てCから始まるため、Cシリーズと呼ばれることが多い。
数字の1・2桁目はEZweb関連のグレードを指し、以下の表のようになっている。
|               | 通話 | メール | EZweb      | EZアプリ(Java) | EZナビ | EZムービー |
| ------------- | ---- | ------ | ---------- | -------------- | ------ | ---------- |
| CD-10シリーズ | ○    | ×      | ×          | ×              | ×      | ×          |
| C1xxシリーズ  | ○    | ×      | ×          | ×              | ×      | ×          |
| C2xxシリーズ  | ○    | ○      | 回線交換式 | ×              | ×      | ×          |
| C3xxシリーズ  | ○    | ○      | パケット式 | ×              | ×      | ×          |
| C4xxシリーズ  | ○    | ○      | EZweb@mail | ×              | ×      | ×          |
| C45xシリーズ  | ○    | ○      | EZweb@mail | ○              | ×      | ×          |
| C100xシリーズ | ○    | ○      | EZweb@mail | ○              | ×      | ×          |
| C300xシリーズ | ○    | ○      | EZwebMulti | ○              | ○      | ×          |
| C500xシリーズ | ○    | ○      | EZwebMulti | ○              | ○      | ○          |

数字の3桁目は1・2桁目を踏まえたうえでの続き番号であり、現在のCDMA 1X WIN端末と異なりメーカーの区別がないためそのため同じ型番（例：C302）を持つ端末は基本的に1つのみである。
●印 - グローバルパスポートCDMA対応端末。

#### 1998年の端末
CD-10DE、CD-10F、CD-10K、CD-10P、CD-10T
旧DDIセルラーでのサービス開始当初の端末群。全てTACS方式とのデュアルモード機で、使えないエリアや当時サービスを行っていないIDOエリアでもTACS端末として使用可能。契約すると端末設定でcdmaモードとTACSモードの切替が自動及び手動で出来た。
過渡期向けの端末でcdma対応局が少ない間の繋がり難いという問題の解消を目的としていて、電池消費がTACS・CDMA両方の回路が内蔵されているが故に電池持ちが悪いという欠点があった。
IDOはCDMAサービスは開始が遅れていたのと過渡期向け端末の為、旧IDOエリアでは発売されなかった。
富士通製のcdmaOne端末は「CD-10F」1機種のみであった。

#### 1999年の端末
1999年春モデル - C101S、C102K、C103T、C104SA、C105P、C201H
本モデル以降IDOエリアでも発売開始。IDOエリアでも設備が充実して整備された為、全てシングルモード機でC201Hは初めて回線交換型（使用時間に応じての従量制）のEZwebに対応。C101Sは2004年8月以降使用するためにはソフトウェアアップグレードが必要なため、希望するユーザーに対しては新しい機種への無料交換などの措置が取られている。
C104SAは2000年にC111SAとしてグローバルパスポート端末としてリリースされる。
1999年秋モデル - C106ST、C107K、C202DE

#### 2000年の端末
2000年春モデル - C105P、C111SA●、C301T、C302H、C303CA(G'zOne)、C304SA、C305S
C30xシリーズはパケット通信型のEZwebに初対応。
グローバルパスポート対応のC111SAはC104SAをグローバルパスポート対応させた端末。
C301Tはケーブルテレビなどの一部のメディアにおいて限定的にモーニング娘。が起用された。
2000年夏モデル - C102K、C307K、C308P、C309H
本モデル以降auブランドでの発売に。「306」が欠番となっているのは、モトローラが「C306M」を開発し、JATEの認証まで取得していたものの、開発が難航し最終的には発売中止となったためである。（EZweb・Cメール機能を外し、後述の「C100M」を発売）
2000年秋モデル - C100M、C310T、C311CA(G'zOne)
2000年冬モデル - C313K、C401SA、C402DE、C403ST、C404S(DIVA)、C405SA、C406S
C40xシリーズはEZweb@mailに初対応。C406Sは国内初の着せ替えモデル、C405SAは当時世界最薄モデル。

#### 2001年の端末
2001年春モデル - C407H、C408P、C409CA(G'zOne)、C410T
2001年夏モデル - C411ST、C412SA●、C413S、C414K、C415T、C451H、C452CA(G'zOne)、GLAY PHONE(C413Sベース)
C45xシリーズは初めてezplusに対応。C413Sは初のBluetooth対応。
2001年冬モデル - C414K II、C1002S、C1001SA●、C3001H、C3002K、C3003P、C5001T
C414K IIを除く本シリーズは当初、この時期にCDMA2000 1xのサービス開始が予定されていたが、インフラ整備の遅れにより2002年4月に延期されたため、新端末用に開始されていた新サービスを既存のネットワーク用に作り直した物である。そのため、型番も本シリーズのみ後の1Xと同じ4桁になっている。このときに発売されたC3003Pが最後のcdmaOneモデルとなった。C3000シリーズはEZWebMulti・WAP2.0、eznavigation（現・EZナビ）、C5000シリーズは加えてezmovie（現・EZムービー）対応。

#### 非携帯電話型端末
- C312SK (Rapira Card) 、C314T (P'sBoat) 、C315SK (Rapira Card)